# Lost Girls - Ragazze perdute
Lost Girls - Ragazze perdute (Lost Girls) è una miniserie a fumetti di "pornografia letteraria" di Alan Moore e Melinda Gebbie che ruota intorno al ricordo e all'elaborazione mnemonica e inconscia delle avventure sessuali di tre importanti personaggi fittizi della letteratura del tardo ottocento e primo novecento: Alice da Le avventure di Alice nel Paese delle Meraviglie, Dorothy da Il meraviglioso mago di Oz e Wendy da Peter Pan.

## Trama
Alice di Alice nel paese delle meraviglie e Attraverso lo specchio (ora divenuta anziana e chiamata "Lady Fairchild"), Dorothy di Il meraviglioso mago di Oz (ora ventenne) e Wendy di Peter e Wendy (ora trentenne e sposata con un uomo sulla cinquantina di nome Harold Potter) visitano il costoso resort di montagna "Hotel Himmelgarten" in Austria alla vigilia della prima guerra mondiale. Le donne si incontrano per caso e iniziano a scambiarsi storie erotiche del loro passato, basate sui mondi fantastici dell'infanzia delle tre donne:

### Wendy Darling
Le avventure di Wendy iniziano quando incontra un ragazzo senzatetto di nome Peter e sua sorella Annabel ai giardini di Kensington . Peter segue Wendy e i suoi fratelli a casa e insegna loro dei giochi sessuali; in seguito, i ragazzi iniziano a incontrare regolarmente Peter e altri adolescenti che vivono per strada nel parco per avere rapporti intimi. I ragazzi sono scoperti dal "Capitano", un collega del padre di Wendy che decide di assumere Peter come gigolò e violenta brutalmente Annabel. L'uomo cerca poi di assalire Wendy, la quale riesce a scappare rinfacciandogli la sua paura di invecchiare. In seguito la ragazza vede Peter solo una volta in una stazione ferroviaria, mentre presta servizio e sposa il maturo Harold Potter con il quale è sessualmente incompatibile; la coppia ha un matrimonio platonico e Wendy reprime i suoi ricordi relativi al sesso.

### Dorothy Gale
A quindici anni, Dorothy rimane intrappolata in casa durante un ciclone; inizia a masturbarsi e sperimenta così il suo primo orgasmo. In seguito ha degli incontri sessuali con tre braccianti da lei chiamati "Uomo di paglia", "leone codardo" e "Uomo di latta". I suoi zii, che in realtà sono il padre e la matrigna, scoprono la sua attività e il padre la porta a New York City con la scusa di cercarle un aiuto psichiatrico, quando in realtà ne approfitta per avere ripetutamente con lei rapporti sessuali. Sentendosi in colpa per il dolore causato alla matrigna, Dorothy parte in viaggio per il mondo.

### Alice Fairchild
La quattordicenne Alice viene costretta a fare sesso con l'amico di suo padre; per sopportarlo, durante il rapporto si guarda allo specchio e immagina di fare sesso con se stessa. Frequenta poi un collegio femminile dove convince molte sue compagne a dormire con lei e sviluppa una forte attrazione per la sua insegnante di educazione fisica. Quando Alice lascia la scuola, la donna le offre un lavoro come sua assistente personale oltre che per sfruttarla per giochi erotici. La datrice di lavoro si sposa con un uomo di nome signor Redman, ma inizia a organizzare festini sessuali lesbici con annesso consumo di droga. Alice diventa dipendente dall'oppio e scopre una giovane ragazza di nome Lily che viene abusata nel suo stesso modo. Quando Lily viene incaricata dalla signora Redman di eseguire un cunnilingus ad Alice in segreto sotto il tavolo durante una cena, Alice espone agli ospiti i segreti del suo capo. La signora Redman fa dichiarare pazza Alice affinché venga ricoverata in un ospedale psichiatrico dove viene sistematicamente violentata dal personale. Dopo il rilascio, Alice riprende a consumare droghe e rapporti sessuali. Rinnegata dalla famiglia, si trasferisce in Africa per gestire una miniera di diamanti a conduzione familiare.
Oltre ai flashback erotici delle tre donne, la graphic novel descrive incontri sessuali tra le donne e gli altri ospiti e il personale dell'hotel. Le avventure erotiche sono ambientate sullo sfondo di inquietanti eventi storici e culturali del periodo, come il debutto de La sagra della primavera di Igor Stravinsky e l'assassinio dell'arciduca Francesco Ferdinando d'Austria. La storia si conclude con lo specchio di Alice che viene distrutto dai soldati tedeschi che danno alle fiamme l'Hotel.

## Storia editoriale
I primi sei capitoli di Lost Girls furono pubblicati sulla rivista antologica Taboo dal n. 5 del 1991, e successivamente furono ristampati dalla Tundra Publishing (etichetta della Kitchen Sink Press) in 2 volumi. Gli autori Moore e Gebbie decisero poi di far pubblicare l'opera solo una volta terminata, cosa che successe nel luglio 2006 grazie alla Top Shelf.
Nel Regno Unito l'opera è stata pubblicata il 1º gennaio 2008.
In Italia i 3 volumi sono stati pubblicati dalla Magic Press.
- Volume 1 (Ragazze cresciute), febbraio 2008, ISSN-ISBN 978-88-7759-184-5
- Volume 2 (Isole che non ci sono), aprile 2008, ISSN-ISBN 978-88-7759-189-0
- Volume 3 (Grande e terribile), maggio 2008, ISSN-ISBN 978-88-7759-190-6